# WTA Austrian Open 1996
Il WTA Austrian Open 1996 è stato un torneo di tennis giocato sulla terra rossa. È stata la 25ª edizione del torneo, che fa parte della categoria Tier IV nell'ambito del WTA Tour 1996. Si è giocato al Sportpark Piberstein di Maria Lankowitz in Austria, dal 5 all'11 agosto 1996.

## Campionesse

### Singolare
Barbara Paulus ha battuto in finale  Sandra Cecchini che si è ritirata durante il 1° game

### Doppio
Janette Husárová /  Natalija Medvedjeva hanno battuto in finale  Lenka Cenková /  Kateřina Sisková con il punteggio di 6–4, 7–5